# Закржевский, Василий Иванович
Васи́лий Ива́нович Закрже́вский (29 декабря 1865 (10 января 1866) — 17 декабря 1925) — русский офицер, военный электротехник, участник Первой мировой войны, генерал-майор (1917). В 1918—1919 годах — украинский генерал; с 1920 года — эмигрант в Болгарии.

## Биография
Из дворян, православного вероисповедания. Уроженец Полтавской губернии.
Окончил полный курс Полтавской мужской классической гимназии и три курса физико-математического факультета Императорского Московского университета.

### Служба в Русской императорской армии
В военную службу вступил добровольно в сентябре 1886 года в губернском городе Москва в 7-й гренадерский Самогитский полк вольноопределяющимся 1-го разряда и был командирован на учёбу на двухгодичные Военно-училищные курсы Московского пехотного юнкерского училища, по окончании которых (по 1-му разряду) в августе 1888 года был произведен из юнкеров в подпоручики, со старшинством с 07.08.1887 и с переводом на службу в отдельный 10-й саперный батальон (Петербургский военный округ). Числился по инженерным войскам.
В августе 1891 года произведен в поручики
Был переведен в отдельную Новогеоргиевскую крепостную саперную роту. С 22 мая 1893 года — старший офицер роты.
В 1895 году командирован на учёбу в Санкт-Петербург, в Офицерский электротехнический класс Военной электротехнической школы, курс которого окончил по 1-му разряду и был удостоен звания «военный электротехник».
16 мая 1896 года зачислен в постоянный состав Военной электротехнической школы (числился в постоянном составе электротехнической роты). Назначен на должность заведывающего электротехнической лабораторией и руководителя практическими занятиями по электротехнике. Одновременно, на протяжении, в общей сложности, 8 лет, преподавал физику и математику в кадетских корпусах, числясь там внештатным офицером-воспитателем. В августе 1899 года был произведен в штабс-капитаны, в мае 1901 года — в капитаны
С началом Русско-японской войны был переведен в расположенный в уездном городе Одесса отдельный 11-й саперный батальон, с назначением в военно-телеграфную роту названного батальона. Одновременно в 1904—1905 учебном году преподавал физику и математику в Одесском кадетском корпусе.
В апреле 1905 года был снова зачислен в постоянный состав Военной электротехнической школы, с переводом в электротехническую роту (Санкт-Петербург). 19.07.1905 был назначен заведующим учебной электрической станцией.
В июле 1906 года произведен в подполковники, с назначением командиром отдельной 2-й Восточно-Сибирской роты искрового телеграфа (город Иркутск). В 1908 году рота была откомандирована в Кавказский военный округ. Находилась в Карсе, в 1910 году передислоцирована в губернский город Тифлис.
С сентября 1910 года подполковник Закржевский — командир отдельной 1-й Кавказской искровой роты (Тифлис), созданной в 1910 году путём переформирования и переименования 2-й Восточно-Сибирской роты искрового телеграфа, которой он командовал.
В декабре 1910 года Василий Закржевский был произведен в полковники. В сентябре 1913 года назначен командиром отдельной 4-й искровой роты, расположенной в губернском городе Киеве.
По состоянию на май 1914 года, полковник Закржевский в военных кампаниях не участвовал; был женат вторым браком на уроженке Екатеринославской губернии православного вероисповедания, имел двоих детей — дочь 7 лет и сына 4 лет.
Участник Первой мировой войны. С июля 1914 года 4-я искровая рота под командованием полковника Закржевского обеспечивала радиотелеграфную связь в войсках 8-й армии Юго-Западного фронта. 13.08.1914 полковник Закржевский приказанием Командующего армиями фронта был назначен врид заведывающего радиотелеграфом Юго-Западного фронта, оставаясь на должности командира 4-й искровой роты. В марте 1916 года Закржевский был назначен на эту же должность заведывающего радиотелеграфом Юго-Западного фронта Высочайшим приказом от 11.03.1916, с зачислением по инженерным войскам, и занимал эту должность до конца 1917 года.
В начале апреля 1917 года был произведен в генерал-майоры.

### Служба в украинской армии
После Октябрьской революции, с 30 декабря 1917 года числился на службе в  создаваемой армии УНР, — инспектор радиотелеграфных частей Украинского фронта (создаваемого путём объединения украинизированных воинских частей Юго-Западного и Румынского фронтов бывшей Русской императорской армии).
С апреля 1918 года — инспектор радиотелеграфных частей, с 23.08.1918 — начальник электротехнического отдела Главного инженерного управления Военного министерства Украинской державы и член Комиссии по организации постоянных военных школ и академий украинской армии.
В 1919 году — начальник Главного инженерного управления армии восстановленной Украинской народной республики. После поражения к концу 1919 года армии УНР и эмиграции её Главного атамана Семёна Петлюры в Польшу, Василий Закржевский эмигрировал в Болгарию.

### В эмиграции
С 1920 года — в эмиграции в Болгарии. Последние дни своей жизни провёл в приюте Российского Общества Красного Креста для увечных и престарелых воинов при Храме-памятнике Рождества Христова в Шипке.
Умер 17 декабря 1925 года. Похоронен на русском кладбище православного монастыря и Храма-памятника Рождества Христова на Шипке.

## Награды
- Медаль «В память царствования императора Александра III» (1896)
- Орден Святого Станислава 3-й степени (ВП от 25.12.1893)
- Орден Святой Анны 3-й степени (ВП от 01.01.1897)
- Орден Святого Станислава 2-й степени (ВП от 06.12.1901)
- Орден Святой Анны 2-й степени (ВП от 06.12.1905)
- Орден Святого Владимира 4-й степени (ВП от 08.02.1906)
- Медаль «В память 300-летия царствования дома Романовых» (1913)
- Орден Святого Владимира 3-й степени (ВП от 25.12.1913)
- Высочайшее благоволение (ВП от 15.01.1915), — за отлично-усердную службу и труды, понесенные во время военных действий